# Feldkapelle (Steinach)

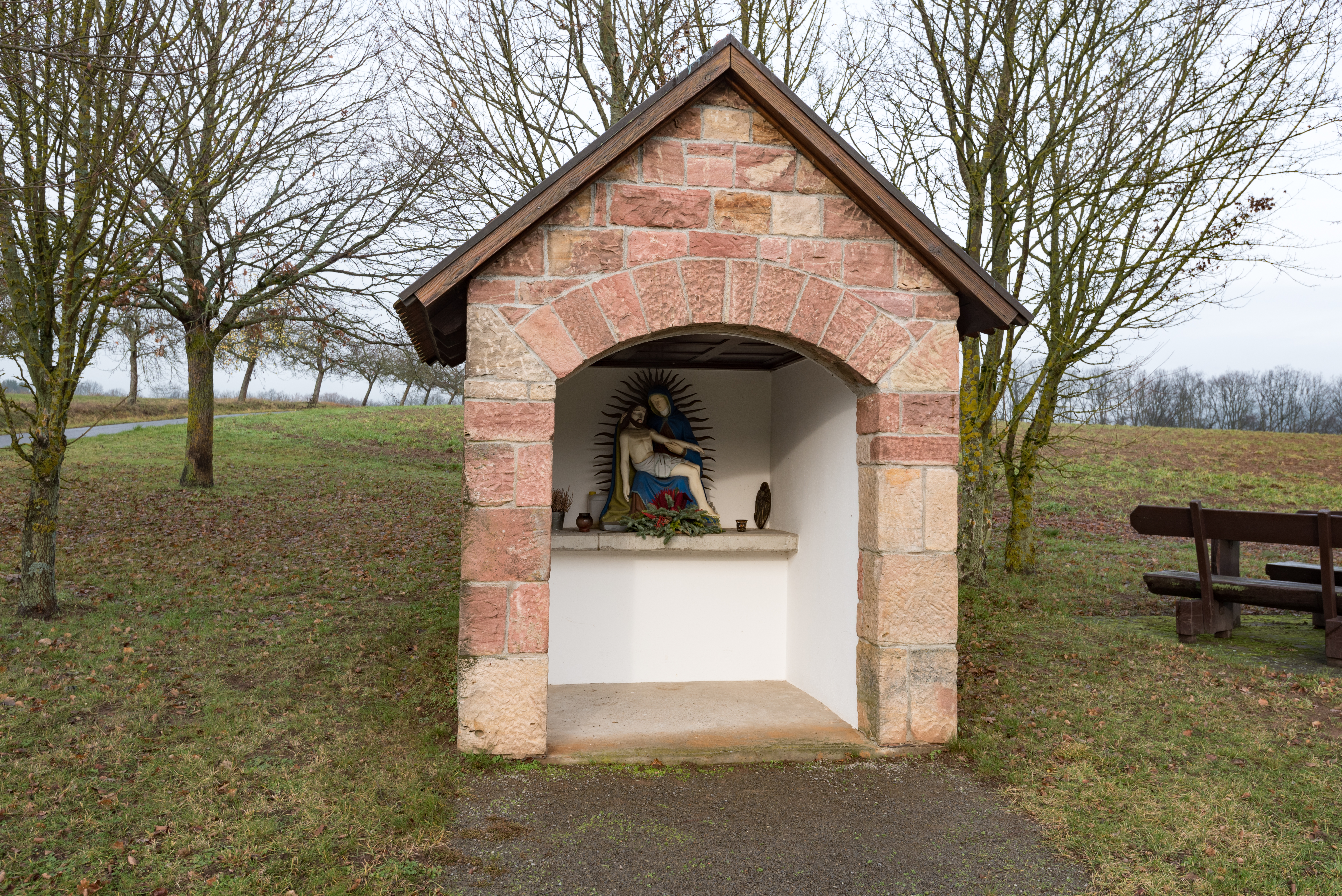
Feldkapelle in Steinach am Eckartspfad 1

Die Feldkapelle Steinach ist eine kleine Kapelle in Steinach, einem Gemeindeteil im Markt Bad Bocklet im unterfränkischen Landkreis Bad Kissingen. Die aus dem 18. Jahrhundert stammende Feldkapelle gehört zu den Baudenkmälern von Bad Bocklet und ist unter der Nummer D-6-72-112-79 in der Bayerischen Denkmalliste registriert.

## Lage und Beschreibung
Das kleine katholische Gotteshaus steht am Eckartspfad 1 am Parkplatz vor dem Friedhof an der Abzweigung Fürstengasse/Gartenstraße. 
Die nur 195 cm hohe Andachtsstätte besteht aus Bruchsteinen und entstand im Jahr 1746. Das Häuschen ist an der Schauseite 135 cm breit und hat eine Länge von 102 cm. Die Höhe des Pultdaches beträgt 114 cm; die Vorderseitenhöhe 66 cm. In der 72 cm hohen, 70 cm breiten und 70 cm tiefen Nische ist ein Relief der Heiligsten Dreifaltigkeit installiert, dessen Original sich in der Steinacher Pfarrkirche befindet. Die Kapelle besitzt keine Fenster und keine Tür. Die vor dem Eingang liegende 10 cm hohe Stufe besteht aus rotem Sandstein und hat die Maße 145 cm × 34 cm.
Die Feldkapelle stand seit ihrer Errichtung in Steinach in der Fürstengasse und wurde im Jahr 1985 umgesetzt.